# 陳銓 (成化進士)
陳銓（1444年—？），字秉衡，湖廣永州府東安縣人，官籍，明朝政治人物。

## 生平
成化七年（1471年）辛卯科湖廣鄉試第五名舉人，十七年（1481年）中式辛丑科會試第二百七名，三甲第一百一十六名進士。弘治四年二月实授南京陕西道監察御史，巡按广东、江西、浙江，十五年二月升四川副使，十七年十二月因考核被罢免。

## 家族
曾祖陳潮俊，衛鎮撫；祖父陳敬，衛鎮撫；父陳玘，衛鎮撫。母劉氏（贈宜人）。严侍下。弟陳鑾（贡士）。